# Батлер, Джеймс, 3-й маркиз Ормонд

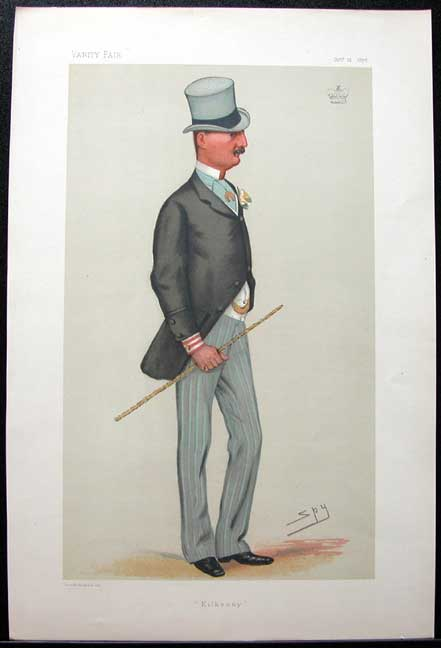
Карикатура на Джеймса Батлера, 3-го маркиза Ормонда, в британском журнале Vanity Fair, 1878 год

Джеймс Эдвард Уильям Теобальд Батлер (англ. James Edward William Theobald Butler, 3rd Marquess of Ormonde; 5 октября 1844 — 26 октября 1919) — англо-ирландский аристократ и пэр, 3-й маркиз Ормонд и 21-й граф Ормонд (1854—1919), лорд-лейтенант графства Килкенни (1878—1919). С 1844 по 1854 год носил титул учтивости — граф Оссори.

## Биография
Родился 5 октября 1844 года. Старший сын Джона Батлера, 2-го графа Ормонда (1808—1854), и Фрэнсис Джейн Пэджет (ум. 1903), дочери генерала сэра Эдварда Пэджета (1775—1849). Его отец носил титул «графа Оссори» в качестве одного из дополнительных титулов. Джеймс Батлер носил титул графа Оссори в качестве титула учтивости до 1854 года. Получил образование в школе Хэрроу (Харроу, Лондон).
25 сентября 1854 года после смерти своего отца 9-летний Джеймс Батлер унаследовал титулы 3-го маркиза Ормонда, 21-го графа Ормонда, 15-го графа Оссори, 13-го виконта Терлса и 3-го барона Батлера.
Он был последним маркизом Ормонд, который проживал в своём родовом замке Килкенни. Он и его жена принимали у себя в замке в 1904 году короля Эдуарда VII и королеву Александру.

## Карьера
Полковник Королевских Восточно-Кентских конных стрелков и коммодор эскадры королевских яхт, он был вице-адмиралом Лейнстера и членом
Тайного Совета Ирландии. Он был награждён Орденом Короны Пруссии (1-й класс). В 1868 году Джеймс Батлер был награждён Орденом Святого Патрика. Он занимал должность лорда-лейтенанта графства Килкенни в 1878—1919 годах.
Он был первым покровителем Дублинского плавательного клуба, первого в Ирландии плавательного клуба, основанного в 1881 году. Эту роль он исполнял до своей смерти в 1919 году.

## Брак и дети
2 февраля 1876 года Джеймс Батлер, 3-й маркиз Ормонд, женился на леди Элизабет Гарриет Гровенор (11 октября 1856 — 25 марта 1928), старшей дочери Хью Гровенора, 1-го герцога Вестминстера, который был самым богатым пэром Англии во второй половине XIX века. После брака герцог получил 15 000 фунтов стерлингов в качестве приданого своей жены . У супругов было две дочери:
- леди Беатрис Батлер (28 декабря 1876 — 29 февраля 1952), муж с 19 февраля 1901 года генерал-лейтенант сэр Реджинальд Поул-Кэрью (1849—1924), четверо детей
- леди Констанс Мэри Батлер (26 марта 1879 — 20 апреля 1949), умерла незамужней.

26 октября 1919 года Джеймс Батлер, 3-й маркиз Ормонд, скончался в возрасте 75 лет. Из-за отсутствия у него сыновей ему наследовал его младший брат, Артур Батлер, 4-й маркиз Ормонд (1849—1943). Леди Элизабет Ормонд, вдова Джеймса Батлера, по завещанию своего супруга получала аннуитет в размере 3 000 фунтов стерлингов в год. Она также унаследовала 35 000 фунтов стерлингов после смерти её отца в 1899 году. Имущество покойного 3-го маркиза Ормонда оценивалось примерно в 450 000 фунтов стерлингов.